# Bernardo degli Uberti

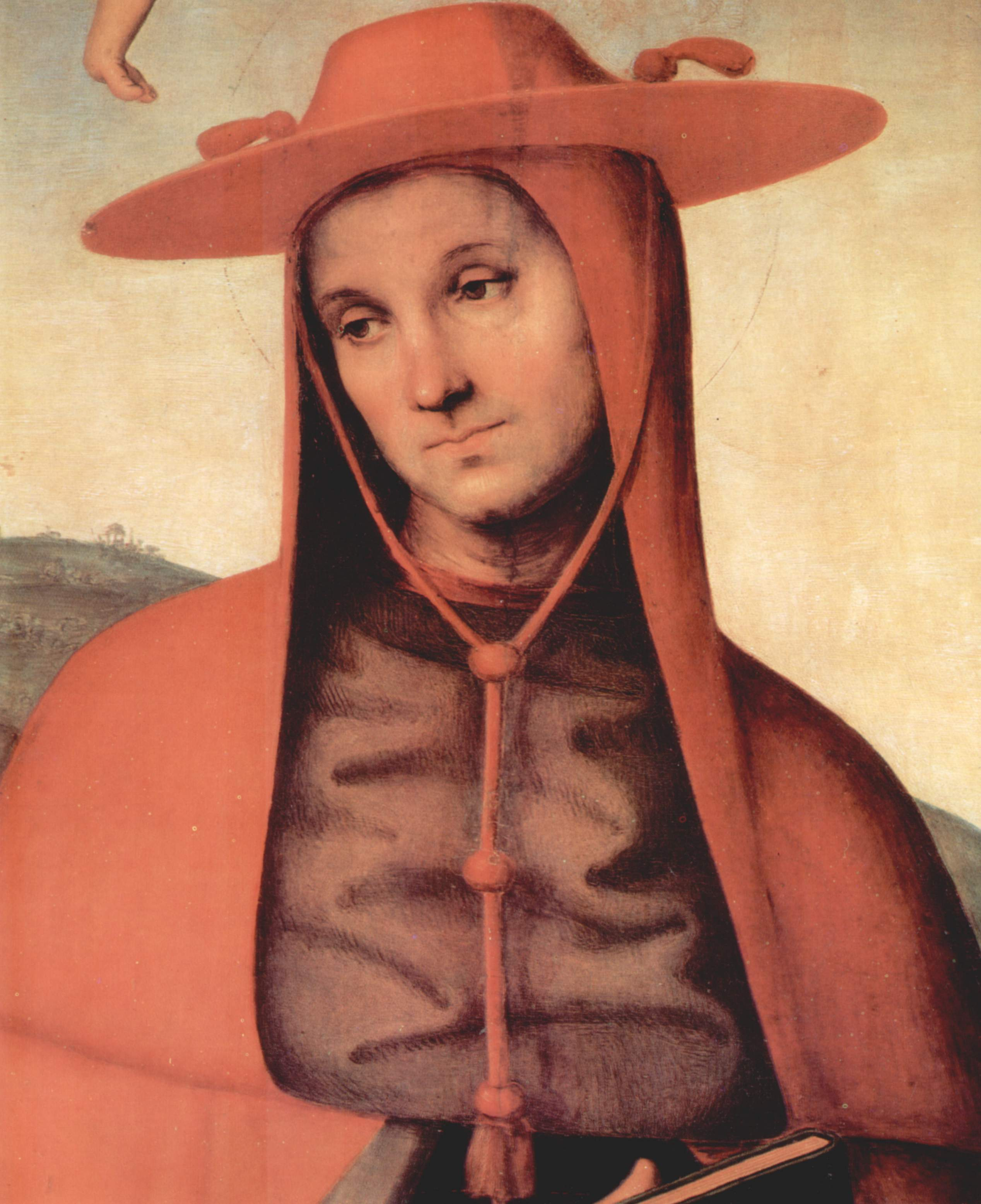
Ausschnitt aus Maria Himmelfahrt mit vier Heiligen von Perugino.

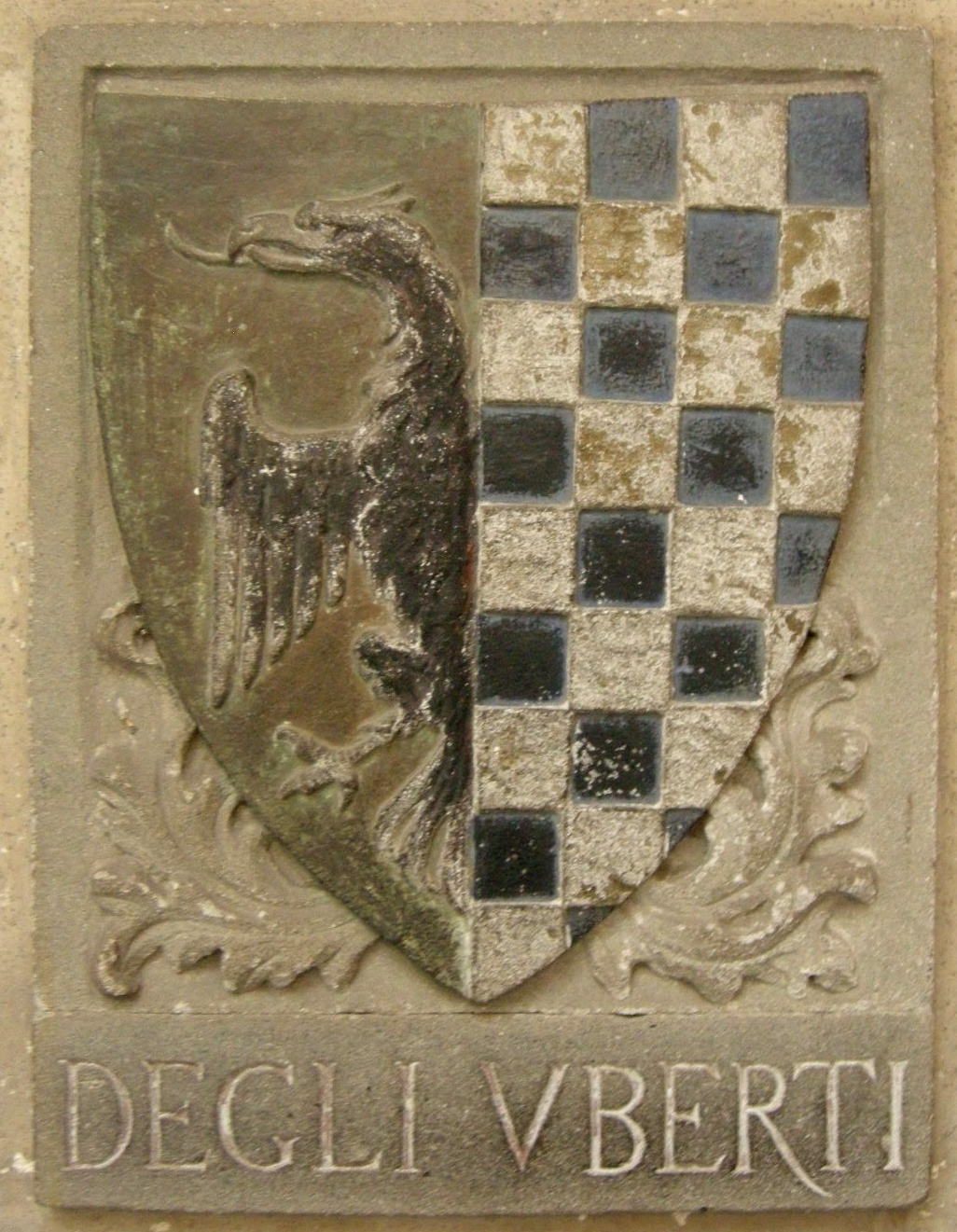
Wappen

Bernardo degli Uberti OSBVall (auch Bernhard von Parma; * um 1060 in Florenz, Markgrafschaft Tuscien; † 4. (oder 12.) Dezember 1133 in Parma, Republik Florenz) war ein italienischer römisch-katholischer Ordensmann und Kardinal. Die römische Kirche sprach ihn heilig.

## Leben

### Frühe Jahre
Bernhard war ein Sohn von Bruno degli Uberti, einem adeligen Grundbesitzer. Sein Großvater väterlicherseits war Corbizo degli Uberti. Er war der Neffe von Pietro Igneo Aldobrandini OSBVall.
Nach dem Verzicht auf sein Erbe trat er 1085 in das Vallombrosanerkloster San Salvi in Florenz ein. Vermutlich 1089 wurde er Abt des Klosters. Nach dem Tod von Abt Almarius am 5. Dezember 1097 wurde er 1098 zum 7. Generaloberen seines Ordens gewählt. Papst Urban II. berief ihn nach Rom. Im Konsistorium 1097 erhob der Papst ihn zum Kardinalpriester von San Crisogono. Er unterzeichnete die päpstlichen Bullen vom 30. August 1099 sowie vom 23. März und 14. April 1100. Sein Titel wurde ihm 1099 entzogen. Er hatte den Status eines Auswärtigen Kardinals. Am 7. März 1100 leitete er eine Versammlung aller Äbte des Ordens, bei der wichtige Beschlüsse zu Organisation und Disziplin diskutiert wurden. In seiner Amtszeit wurden Klöster in der Toskana, der Emilia und der Lombardei gegründet. Er war Päpstlicher Legat in der Lombardei und Berater von Mathilde von Canossa. Am 4. Mai 1101 gab die Gräfin auf seine Intervention in Governolo einige Ländereien an den Papst zurück. Am 30. November 1101 und 4. März 1102 befand er sich im Lateranpalast. Er kehrte bald zu seiner Gesandtschaft zurück. 1102 war er in Mailand, um an der Wahl Grosulanos zum Erzbischof dieser Stadt teilzunehmen. Am 17. November 1102 erneuerte die Gräfin in Anwesenheit des Legaten die Schenkungsurkunde von Canossa, mit der sie der römischen Kirche ihr gesamtes Vermögen vermachte, wie sie es einst unter Papst Gregor VII. getan hatte; außerdem reiste er im selben Jahr nach Carpi, wo Bischof Buonsignore von Reggio in Anwesenheit von Kardinal Bernardo eine Schenkung für das Kloster Marolo machte.
Im August 1104 reiste der Legat nach Parma. Aus der Stadt stammten die Gegenpäpste Honorius II. und Clemens III., und sie stand auf Seiten des Kaisers. Damals war der Bischofsstuhl verwaist, und er zelebrierte anlässlich des Patroziniumfestes der Kathedrale ein Pontifikalamt. Als der Legat öffentlich sprach, kam es zu einem großen Aufruhr der Bürger, und er wurde gewaltsam vertrieben. Gräfin Mathilde forderte mit bewaffneten Truppen eine Genugtuung von der Stadt. Um das Jahr 1104 wurde in Anwesenheit des Legaten ein Vertrag zwischen dem Abt von Polirone und dem Bischof von Mantua abgeschlossen. Im September 1104 trat er erneut als Berater von Gräfin Mathilde in Cosogno und als Richter in einem Streit in Modena auf. Am 20. März 1105 befand sich Bernardo im Lateranpalast und unterzeichnete eine päpstliche Bulle. Im August 1105 versuchte er in Parma erfolglos, Truppen für Papst Paschalis II. im Kampf gegen den deutschen König zu rekrutieren. 1106 schlichtete er einen Streit zwischen dem Abt von Santa Maria di Pomposa und dem Klerus von San Michele di Soleria.

### Bischof
Im Oktober 1106 nahm er am Konzil von Guastalla teil. Dort bestätigte Papst Paschalis II. die Wahl der Einwohner von Parma und ernannte Kardinal Bernardo zu ihrem Bischof. Bei der Wahl des Kardinals zum Bischof von Parma war Gräfin Mathilde wahrscheinlich die treibende Kraft. Gleichzeitig unterwarf sich die Bevölkerung von Parma Papst Paschalis II. In den ersten Novembertagen 1106 reiste der Papst nach Parma und weihte die Kathedrale Santa Maria sowie den neuen Bischof. In einer päpstlichen Bulle wurde die Diözese direkt dem Heiligen Stuhl unterstellt. Gleichzeitig ernannte der Papst den Bischof von Parma zu seinem Vikar für die Lombardei. Ab dieser Zeit wird er in den Dokumenten auch nicht mehr als Kardinal bezeichnet. 1109 verzichtete er auf die Leitung seiner Vallombrosaner. 1111 begleitete er Heinrich V. zur Kaiserkrönung nach Rom.
1117 wurde die Kathedrale von Parma bei einem Erdbeben zerstört, und Bernardo organisierte den Wiederaufbau. Er machte seine Diözese zu einem Zentrum der Reformbewegung.
1124 konnte er bei Kaiser Heinrich V. Schutz für seinen Orden erwirken. Er gehörte zu den Unterstützern von Papst Innozenz II. gegen Gegenpapst Anaklet II. Obwohl er eine neutrale Position im Investiturstreit einnahm, wurde dieser mit dem Papst durch Heinrich V. festgesetzt. 1133 empfing er, obwohl er bereits krank war, Lothar III. in Verona, der auf dem Weg zu seiner Kaiserkrönung in Rom war.
Er wurde in der Kathedrale von Parma bestattet. Ubertis Ruf als Heiliger wurde so groß, dass häufig von Wundern an seinem Grab berichtet wurde. Dies führte dazu, dass Papst Innozenz II. Uberti nur sechs Jahre nach seinem Tod, am 3. Dezember 1139, heiligsprach. Sein Fest ist im römischen Martyrologium verzeichnet und wird am 4. Dezember gefeiert. Das Fest wurde von den Päpsten Alexander VII. und Clemens IX. mit eigenem Messformular für die Diözese Parma genehmigt. Neben Benedikt von Nursia und Giovanni Gualberto gilt er als dritter Gründer der Vallombrosaner.